# Andropogon pseudapricus
Andropogon pseudapricus är en gräsart som beskrevs av Otto Stapf. Andropogon pseudapricus ingår i släktet Andropogon och familjen gräs. Inga underarter finns listade i Catalogue of Life.